# 岡部真堯
岡部 真堯（おかべ さねたか）は、戦国時代から安土桃山時代にかけての武将。甲斐武田家の家臣、後に徳川氏の家臣。

## 略歴
永禄3年（1560年）12月、今川氏真から偏諱を授けられ、小次郎真堯（真綱とも）と名乗る。父の元信に従い、天正元年（1573年）から甲斐武田家に出仕した。天正7年（1579年）には般若助の官途で古府中に在府していることが確認されている。
天正9年（1581年）3月に父の元信が第2次高天神城の戦いで戦死したため、5月に武田勝頼の許しを得て家督を継承し、父と同じ五郎兵衛を称した。
天正10年（1582年）3月の織田信長・徳川家康連合軍による甲州征伐で甲斐武田家が滅亡した後は、家康に仕えた。
子孫は家康の次男・結城秀康から始まる越前松平家に仕えた。一説には越前松平家に仕えたのは土屋昌吉の子で元信の養子となった元昌の子孫で、真堯の息子の五郎左衛門通綱は親族の土屋利直を頼ってその家臣となり、利直の子・忠胤が相馬氏の養子となった際に忠胤付の家臣として相馬中村藩に移ってその重臣になったと伝えられている。ただし、元昌及びその子孫が元信・真堯が称した五郎兵衛を称していること（このことは実名こそ欠落しているものの相馬中村藩に仕えた通綱の子孫の系譜にも書かれている）、同家が武田勝頼から元信に与えられた惣領職安堵状を持っていたことから、元昌の家が嫡流扱いされていたと思われる。